# جامعة لغمان
جامعة لغمان (بالفارسية: د لغمان پوهنتون) هي جامعة حكومية تقع في مهترلام بولاية لغمان، في شرق أفغانستان. تأسست عام 2011. تضم جامعة لغمان 72 معلمًا لشهادة الماستر والماجستير في خمس كليات.

## الكليات
- كلية الهندسة
- كلية الزراعة
- العلوم الإنسانية وآدابها
- كلية التربية
- كلية الاقتصاد